# Deporte en Colombia
El deporte en Colombia es dominado en popularidad principalmente por el fútbol y el ciclismo. Sin embargo, el tejo y la chaza, son los dos deportes de origen colombiano, el primero, siendo el deporte nacional según la ley, y el segundo, el deporte más antiguo del país.
En el comienzo del siglo XX, las corridas de toros y la hípica colmaban la atención popular y de los medios. En la segunda mitad del siglo XX, deportes como el ciclismo, el patinaje, el bicicrós, el motocross, los deportes extremos sobre ruedas y otros son muy comunes en departamentos como Antioquia, Cundinamarca y Bogotá. El boxeo, el béisbol, el fútbol y los deportes acuáticos son los deportes más practicados en la Costa Caribe.
Los únicos deportes por equipo que le han dado títulos a Colombia en mundiales oficiales son el béisbol (dos títulos de la Copa Mundial de Béisbol obtenidos en 1947 y 1965); el futsal (tres títulos masculinos del Mundial de Futsal FIFUSA/AMF en Bolivia 2000, Colombia 2011 Bielorrusia 2015 y dos del Mundial Femenino, celebrados en Colombia en 2013 y 2022). El waterpolo (tres títulos en la Copa Mundial de Desarrollo en 2007, y en 2021 en masculino y femenino) el hockey sobre patines (un título del Mundial de hockey sobre patines B en 1988), el hockey sobre patines en línea (un título del Copa Mundo Divisional B en 2014) y la Selección Colombia Femenina Sub-23 que obtuvo el título de su categoría en el Campeonato Mundial Juvenil de Hockey Subacuático, que se llevó a cabo en Castellón de la Plana (España) en 2015. Los deportes que más títulos mundiales le han dado a Colombia en todas las modalidades son bolos, boxeo, ciclismo y patinaje.
Por otro lado, Colombia es la actual campeona del Patinaje de velocidad sobre patines en línea; en total suma 14 títulos, 3 subcampeonatos, 2 terceros y 2 cuartos lugares en el Campeonatos del Mundo, lo que convierte a Colombia como la máxima potencia a nivel mundial en este deporte.
En el BMX, la halterofilia y el atletismo ha logrado importantes logros, siendo en Río 2016 donde obtuvo su punto más alto en Juegos Olímpicos en su historia, aparte en disciplinas como el judo se han logrado importantes logros por parte de Yuri Alvear con una senda medalla olímpica de bronce en Londres 2012 y un séptimo puesto en Pekín 2008.
Colombia ha sido en varias ocasiones organizadora de importantes eventos deportivos internacional, como también ha sido candidata a organizar grandes eventos. Colombia fue elegida en 1974 como organizadora de la Copa Mundial de Fútbol de 1986, aunque tiempo después descartó organizarla por discrepancias del Gobierno Nacional con las exigencias de la FIFA.

## Historia

### Campeonatos mundiales celebrados en Colombia
| Año  | Evento                                                             | Ciudad              |
| ---- | ------------------------------------------------------------------ | ------------------- |
| 1975 | Campeonato Mundial de Natación                                     | Cali                |
| 1982 | Campeonato Mundial de Baloncesto                                   | Territorio nacional |
| 1984 | Campeonato Mundial de Patinaje de Velocidad sobre Patines en Línea | Bogotá              |
| 1990 | Campeonato Mundial de Patinaje de Velocidad sobre Patines en Línea | Bello               |
| 1995 | Campeonato Mundial de Ciclismo en Pista                            | Bogotá              |
| 1995 | Campeonato Mundial de Ciclismo en Ruta                             | Duitama             |
| 2007 | Campeonato Mundial de Patinaje de Velocidad sobre Patines en Línea | Cali                |
| 2010 | Campeonato Mundial de Patinaje de Velocidad sobre Patines en Línea | Guarne              |
| 2011 | Campeonato Mundial de futsal                                       | Territorio nacional |
| 2011 | Copa Mundial Sub-20 de la FIFA                                     | Territorio nacional |
| 2013 | Campeonato Mundial Femenino de futsal de la AMF                    | Barrancabermeja     |
| 2014 | Campeonato Mundial de Ciclismo en Pista                            | Cali                |
| 2015 | Campeonato Mundial Juvenil de Atletismo                            | Cali                |
| 2016 | Campeonato Mundial de fútbol sala FIFA                             | Territorio nacional |
| 2016 | Copa Mundial de Racquetbol                                         | Cali                |
| 2018 | Campeonato Mundial Sub-20 de futsal de la AMF                      | Valledupar          |
| 2018 | Copa Mundial de Béisbol Sub-23                                     | Barranquilla        |
| 2024 | Copa Mundial Femenina de Fútbol Sub-20 de 2024                     | Territorio nacional |

### Eventos multideportivos celebrados en Colombia
| Año  | Evento                                     | Ciudad            |
| ---- | ------------------------------------------ | ----------------- |
| 1938 | Juegos Bolivarianos                        | Bogotá            |
| 1946 | V Juegos Centroamericanos y del Caribe     | Barranquilla      |
| 1961 | Juegos Bolivarianos                        | Barranquilla      |
| 1971 | Juegos Panamericanos                       | Cali              |
| 1978 | XIII Juegos Centroamericanos y del Caribe  | Medellín          |
| 1995 | I Juegos del Océano Pacífico               | Cali              |
| 2005 | Juegos Bolivarianos                        | Armenia y Pereira |
| 2006 | XX Juegos Centroamericanos y del Caribe    | Cartagena         |
| 2010 | Juegos Suramericanos                       | Medellín          |
| 2013 | XI Juegos Mundiales                        | Cali              |
| 2017 | Juegos Bolivarianos                        | Santa Marta       |
| 2018 | XXIII Juegos Centroamericanos y del Caribe | Barranquilla      |
| 2021 | I Juegos Panamericanos Juveniles           | Cali - Valle      |
| 2022 | XIX Juegos Bolivarianos                    | Valledupar        |

### Selección de Colombia en eventos multideportivos
Colombia en los Juegos Bolivarianos
Colombia en los Juegos Suramericanos
La delegación de Colombia en la edición de los Juegos Suramericanos realizada en Medellín en el 2010, batió la marca del mayor número de medallas obtenidas por un país en una edición de los Juegos Suramericanos. Antes de la presentes justas, la marca la tenía Brasil con 333 medallas ganadas en los juegos de Brasil 2002 y Colombia obtuvo al final de las competiciones deportivas un total de 372 preseas.
De la misma manera, el 29 de marzo de 2010, Colombia se tituló campeón de la novena edición de los Juegos Suramericanos de Medellín 2010. El diario El Espectador clasificó este triunfo como uno de los más importantes en la historia olímpica del deporte Colombiano.
Colombia en los Juegos Centroamericanos y del Caribe
Colombia en los Juegos Panamericanos
Colombia se ubica en el séptimo puesto en el medallero histórico. Su mejor posición histórica en el cuadro de medallas ha sido quinta en Toronto 2015. El país se ha destacado especialmente en ciclismo y levantamiento de pesas.
Colombia en los Juegos Olímpicos
Colombia ha obtenido 28 medallas en los Juegos Olímpicos, de las cuales 5 fueron de oro, 9 de plata, y 14 de bronce. En América Latina, Colombia se ubica en el quinto puesto en medallas de oro, después de Cuba, Brasil, Argentina y México.
Colombia en los Juegos Mundiales

## Entes rectores
El organismo nacional que coordina y administra el deporte en Colombia es el Instituto Colombiano del Deporte Coldeportes que desde 2019 fue transformada en el  Ministerio del Deporte , donde se establecen las directrices de la promoción, masificación, desarrollo y administración de las disciplinas deportivas tanto a nivel aficionado como profesional en el país.
Otros entes nacionales que articulan de la mano con el Ministerio del Deporte los procesos competitivos con la asistencia técnica y científica proyectada hacia el ciclo olímpico son el Comité Olímpico Colombiano y el Comité Paralímpico Colombiano.

## Deportes

### Ajedrez
El principal exponente del juego ciencia es el pereirano Alonso Zapata, quien fue subcampeón mundial juvenil en 1977 y ostenta el título de Gran Maestro Internacional. Zapata fue el primero de los grandes maestros colombianos, seguido por los antioqueños Gildardo García, Jaime Cuartas y Sergio Barrientos.
Se destacan también Álder Escobar (MI, con una norma de GM) y los juveniles Andrés Gallego, Henry Panesso, Estiven Zapata, Alfredo Peña y Juan Carlos Guerrero y Joshua Ruiz entre otros.
Es de destacar en el año 2005 David Arenas, con 13 años de edad obtuvo su distinción como Maestro Internacional (MI), siendo el más joven del país en lograrlo. De igual forma, y como campeón centroamericano y del Caribe Sub-20 2009, se convirtió, con 17 años, en el colombiano más joven en ganar una norma de Gran Maestro (GM), máxima titulación del ajedrez internacional y luego en el año 2010 obtuvo el título de Campeón Nacional a la edad de 18 años.
En la rama femenina, la Maestras Internacional Ilse Guggenberger dominó los campeonatos colombianos durante la década de 1970 (6 títulos) y obtuvo dos títulos durante los 1980. Las también Maestras Internacionales Isolina Majul (2 títulos en los 80 y 5 en los 90) y Adriana Salazar Varón (5 en los 80 y 4 en los 90) dominaron durante las décadas de 1980 y 1990. La tolimense Nadya Karolina Ortiz fue la primera colombiana en obtener el título de Gran Maestra Femenina (WGM) por sus resultados en la Olimpiada de ajedrez de 2010. Jenny Chiriví, con dos normas de Gran Maestra ha sido la más destacada al ser 5 veces campeona panamericana (dos veces en Sub-14, dos en Sub-20 y una en Sub-18) y tras obtener el título mundial escolar en el 2005.
En la nueva generación despuntan grandes talentos, como Aura Salazar, Melissa Castrillón y Paula Rodríguez; quienes han obtenido logros internacionales importantes como, tercer y cuarto puesto en el Campeonato Mundial de Menores en Caldas Novas Brasil para Aura Salazar y Paula Rodríguez, respectivamente y el primer puesto en el Centro Americano para Melissa Castrillón que la clasificó para el Campeonato del Mundo Femenino en el año 2012 en Khanty Mansyisk, Rusia. En ese mismo año, Castrillón obtuvo medalla de plata en la Olimpiada de ajedrez de Estambul, en el quinto tablero del equipo colombiano

### Artes marciales mixtas
En Colombia, las artes marciales mixtas (MMA) empezaron a popularizarse a finales de los años 2000, que fue cuando el deporte se regulizó.
Fredy Serrano, que representó al país en los Juegos Olímpicos de Pekín 2008, hizo la transición a las MMA para convertirse en el primer colombiano que competiría en la Ultimate Fighting Championship (UFC), la organización más importante. No obstante, los logros más importantes fueron cortesía de tres mujeres: Sabina Mazo en Legacy Fighting Alliance, Fernanda Muñoz en LUX Fight League y Alejandra Lara en Budo Sento Championship, quienes han sido campeonas de peso mosca.
La principal organización de MMA en el país es LFC Colombia y su organismo rector es la Asociación Colombiana de Artes Marciales Mixtas (OCAMM).

### Atletismo

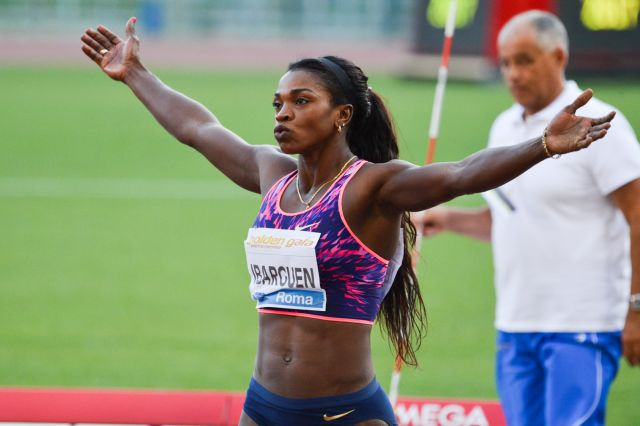
Catherine Ibarguen máxima ganadora en la historia de Liga Diamante y única en la historia en ganar salto triple y salto largo.

La historia del atletismo en Colombia se inició en la segunda década del siglo XX, tanto en la modalidad de pista como en la de campo. Forman parte de las primeras las pruebas de 100, 200, 400, 800, 1500, 5000 y 10 000 m lisos; las de 100, 110 y 400 con vallas y la de 3000 con obstáculos. La mayoría de las pruebas son de carácter individual, pero también las hay por relevos, como la posta de 4 × 100 y la de 4 × 400 m. Las pruebas de marcha también se incluyen en esta categoría. A la segunda modalidad pertenecen los saltos de altura, con pértiga, largo y triple, y los lanzamientos de bala, jabalina, martillo y disco. Desde sus comienzos, el atletismo ha sido uno de los deportes más representativos del país y uno de los que cuenta, en la actualidad, con mayor participación de afrocolombianos, entre los que sobresalen Silvio Marino Salazar, Gilmar Mayo Lozano, Norfalia Carabalí, Zorobabelia Córdoba, Luis Carlos Lucumí, Felipa Palacios, Mabel Mosquera y María Isabel Urrutia (estas dos últimas en sus inicios deportivos). En el ámbito internacional, los atletas colombianos han logrado presentaciones aceptables gracias a sus esfuerzos individuales, siendo Caterine Ibargüen quien ha logrado los mayores éxitos para el atletismo del país.

### Automovilismo

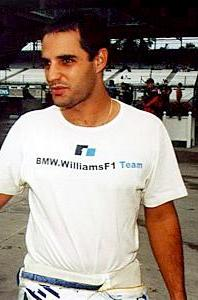
Montoya, el único de la historia con Graham Hill en ganar la triple corona de LeMans, Mónaco e Indianápolis, 14 años récord de la máxima velocidad y vuelta más rápida de la Fórmula 1 y el corredor en promedio con más podios y más de 70 carreras que no fue campeón del mundo solo arriba Valtteri Bottas.

Colombia ha dado varios pilotos a todas las categorías a nivel mundial especialmente a la Fórmula 1 siendo Roberto Guerrero el primer colombiano en competir en dicho campeonato en 1982 y 1983. Ricardo Londoño fue el primer piloto colombiano en participar en prácticas para el Gran Premio de Brasil de 1981, pero no las superó. Aparte, Guerrero cuenta con varias participaciones en IndyCar desde 1984 hasta 2001, su mejor año fue 1987, cuando obtuvo, por segunda vez, el segundo lugar en Indy 500 (La primera fue en 1984) y dos victorias llevándolo a un 4 puesto, siendo su mejor año.
No obstante, el mejor piloto colombiano de la historia es Juan Pablo Montoya, quien fue campeón de la Fórmula 3000 Internacional de 1998, a la par antes de dar el salto a la máxima categoría del cual fue tester del equipo Williams F1, fue al del campeonato de la IndyCar quedando campeón en 1999 en ajustado final con el escocés Dario Franchitti y subcampeón en 2016 contra el neozelandés Scott Dixon, luego de su título en IndyCar en condición de novato, obtuvo su pase a Fórmula 1 a los mandos del Williams F1 luego de su victoria en Indianápolis, allí luego de varios años donde ganó 7 grandes premios en el mundial, regresaría a Norteamérica para correr en NASCAR; Montoya ha ganado su lugar logrando victorias en la Fórmula 1 y en la NASCAR y es de los pocos pilotos que han logrado ganar a lo largo de su carrera las 500 millas de Indianápolis y el Gran Premio de Mónaco, las dos carreras de monoplazas más importantes del mundo aparte de las 24 Horas de Daytona en tres oportunidades 2007, 2008 y 2017, es el único no de nacionalidad de un país anglófono en ganar una carrera de NASCAR cup y el único no estadounidense en entrar en playoffs de NASCAR.
Otros pilotos colombianos destacados son Mauricio de Narváez con su victoria en las 12 horas de Sebring de 1987, aparte de Sebastián Saavedra en campeonatos de IndyCar, Carlos Andrés Muñoz quien logró dos segundos puestos en las 500 Millas de Indianápolis además de 5 victorias en Indy Lights antes de dar su salto a IndyCar con una victoria, Gabriel Chaves quien lograría sendos triunfos en categorías inferiores para correr en IndyCar, Oscar Tunjo en categorías de monoplaza en Europa como la Fórmula Renault, Julián Leal en Fórmula 2 y European Le Mans Series, Gustavo Yacamán, hijo del piloto de rally nacional Gustavo Yacamán quien compite en la Blancpain GT Series Steven Goldstein bicampeón del Campionato Italiano Gran Turismo en Europa y probadór de Force India en Fórmula 1 y Tatiana Calderón quien compite en categorías inferiores en Europa tanto la GP3 Series, Fórmula 3 Española y la Eurofórmula Open aparte de ser probadora del equipo Sauber de Fórmula 1 en 2017.

### Béisbol

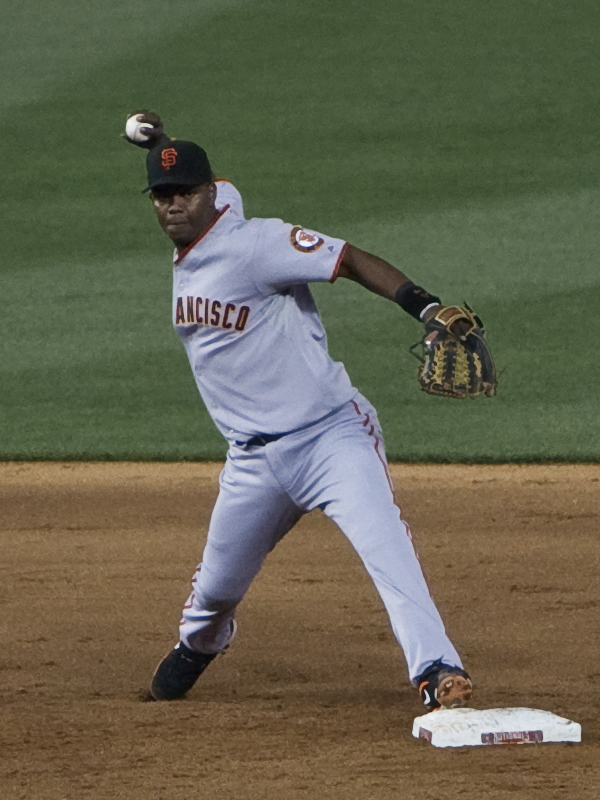
Edgar Rentería es el beisbolista más importante de la historia en Colombia, fue el cuarto pelotero de la historia en definir 2 series mundiales con sus batazos.

Los inicios del béisbol en Colombia datan de finales del siglo XIX traído por inmigrantes cubanos y panameños a Cartagena de indias. 
En 1946 Colombia logró el título centroamericano y del Caribe contra países con mayor tradición beisbolística como Cuba, República Dominicana, Panamá y México, y en 1947 en la Serie Mundial Amateur de Béisbol derrotando en la final a Puerto Rico.
El segundo campeonato mundial de béisbol se obtuvo en Cartagena en 1965. Desde los años 1990 han llegado a jugar varios peloteros colombianos en Grandes Ligas, entre ellos Orlando Cabrera, quien conquistó el anillo de Serie Mundial de 2004 con los Medias Rojas de Boston. Édgar Rentería ganó el guante de oro, el bate de plata, jugó 6 juegos de las estrellas entre los años 1998 y 2006. Sus logros más importantes se dieron al ganar las series mundiales de 1997 con los Marlins de la Florida y la de 2010 jugando para los Gigantes de San Francisco; en ambas series conectó el hit que puso a sus equipos en ventaja, lo que en 2010 le valió ser ganador del título de MVP, además del cuarto pelotero de la historia en definir 2 series mundiales con sus hits, uniéndose a los jugadores de los Yankees Yogi Berra, Lou Gehrig y Joe Dimaggio. Más recientemente, han destacado en Grandes Ligas peloteros como el cartagenero Giovanni Urshela, quien jugó la tercera base de los Yankees.
El logro más importante a nivel de equipos profesionales de Colombia es la Serie del Caribe de 2022 ganada en República Dominicana por Caimanes de Barranquilla contra Gigantes del Cibao.

### Boxeo

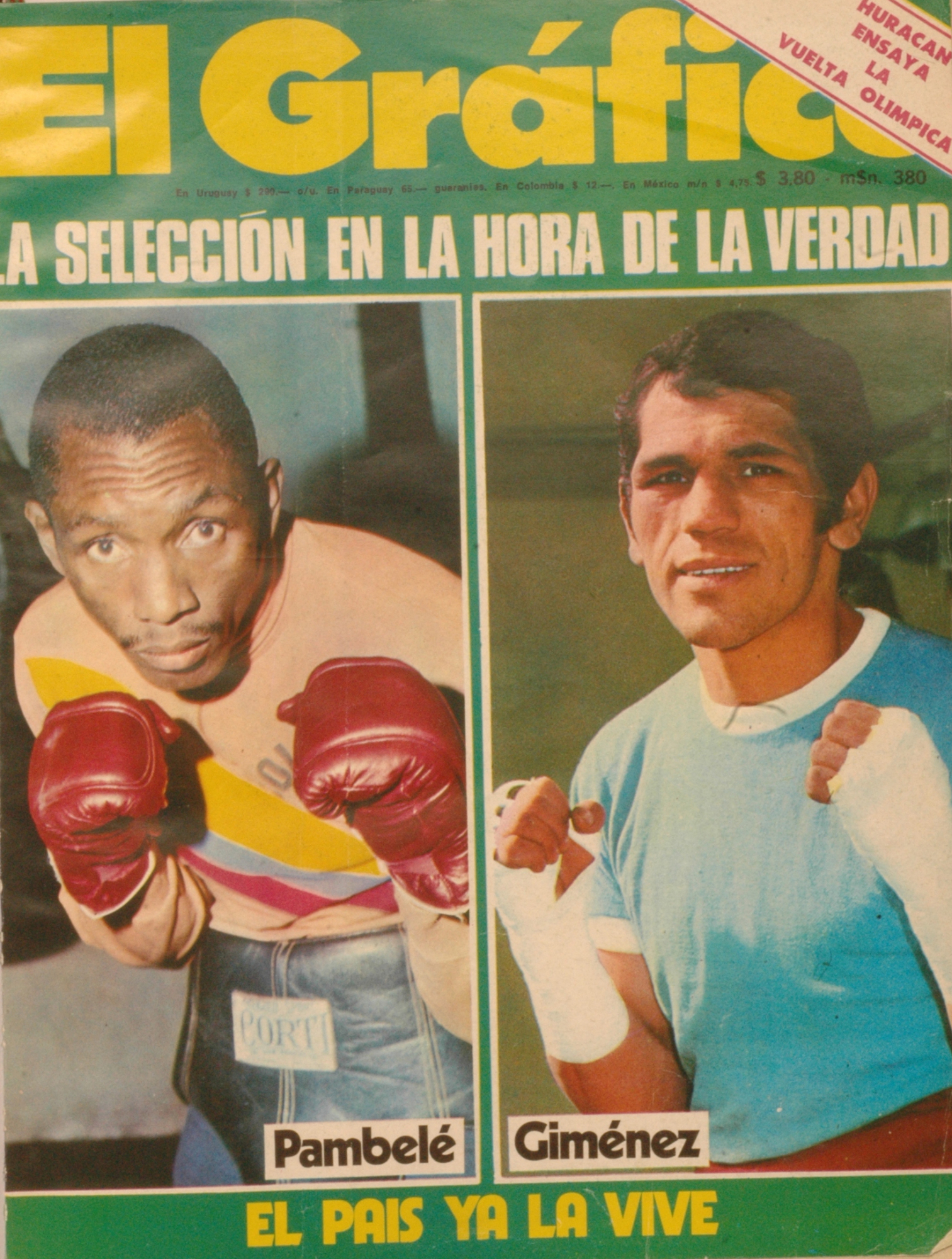
Pambele con 17 defensas en el Peso Superligero de The Ring, AMB y CMB, es el latino que más defendió dos títulos en la historia por no T.KO, Aquí en la portada de un diario argentino junto a Giménez

No son claros los inicios del boxeo en Colombia. A principios de los 1920 se dieron los primeros combates con boxeadores extranjeros y por esas fechas se le solicitó al gobierno nacional la personería jurídica de lo que sería la Federación de Boxeo de Colombia.
Entre los acontecimientos más destacados están las 2 medallas de bronce conseguidas por la delegación colombiana en los Juegos Olímpicos de Múnich 1972 por Alfonso Pérez y Clemente Rojas, este fue el primero al derrotar al panameño Eusebio Pedroza. En octubre de 1972, en Ciudad de Panamá, el bolivarense Antonio Cervantes "Kid Pambelé" se convirtió en el primer campeón mundial colombiano al ganarle el título wélter júnior al panameño Alfonso "Peppermint" Frazer. Entre 1972 y 1980, Pambelé realizó 17 defensas del título wélter júnior de la AMB, CMB y The Ring, lo que lo convierte en el máximo defensor del título y el latino que más defendió 2 títulos mundiales. 
Otro boxeador destacado de los años 1970 fue el cartagenero Rodrigo Valdez, quien alcanzó el título mundial de los medianos en 1974 al derrotar a Bennie Briscoe; también es recordada su rivalidad con el argentino Carlos Monzón, con el que peleó 2 veces perdiendo ambas. En 1974 y e 1977 fue campeón mundial del peso mediano.
Entre 1978 y 1980 Ricardo Cardona realizó 5 defensas del título mundial supergallo de la Asociación Mundial de Boxeo.
En 1985, el monteriano Miguel "el Happy" Lora se convirtió en campeón mundial gallo del CMB al derrotar al mexicano Daniel Zaragoza; realizó 7 defensas de su título entre 1985 y 1988. 
Entre 1987 y 1989, el magdalenense Fidel Bassa realizó 6 defensas del título peso mosca de la AMB.
En los Juegos Olímpicos de Seúl 1988, Jorge Eliécer Julio ganó medalla de bronce en la categoría gallo. Posteriormente logró el campeonato gallo de la OMB entre 1998 y 2000.
Yuberjen Martínez logró medalla de plata en los Juegos Olímpicos de Río de Janeiro 2016.
En 1998, Antonio Cervantes entró al Salón de la Fama del Boxeo, único colombiano que lo ha logrado.
Entre 1999 y 2004, Irene Pacheco realizó 5 exitosas defensas del título mosca de la FIB.
Otro campeón de distintas divisiones fue Mauricio Pastrana.
En 2000 se aprobó el boxeo femenino en Colombia.
Actualmente Colombia es uno de los 10 países con más de 40 campeones mundiales.

### Ciclismo

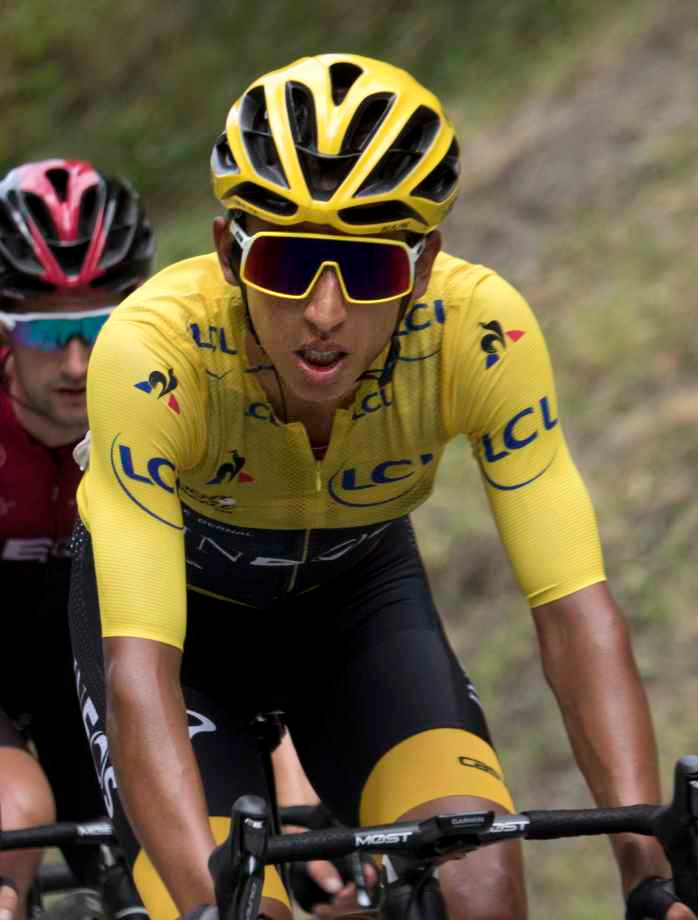
Egan Bernal es uno de los corredores más jóvenes en la historia en ganar el Tour de Francia.

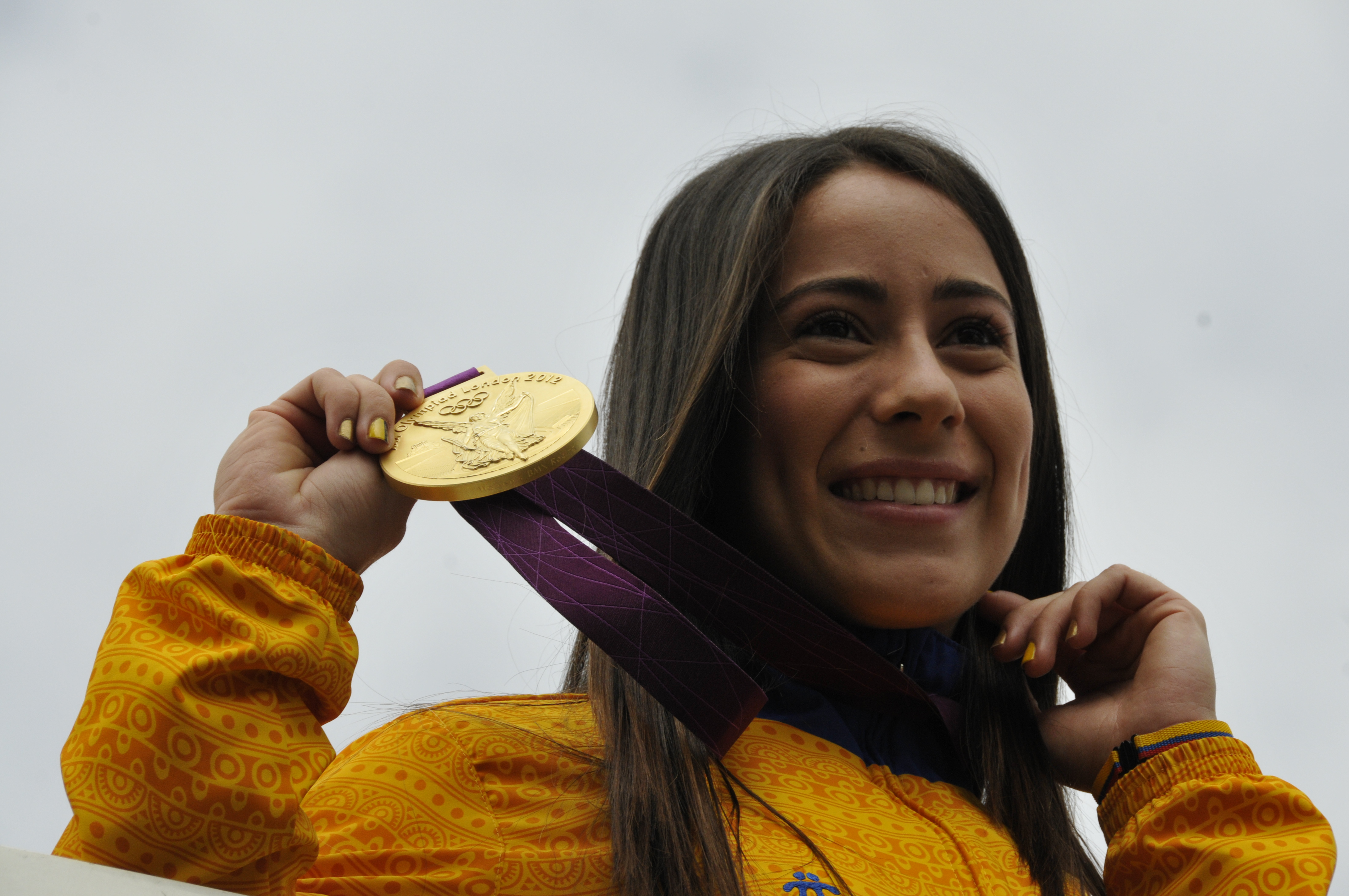
Mariana Pajón es la única bicampeona olímpica de un deporte individual en América Latina y la corredora más ganadora de la historia en el BMX.

Colombia es potencia mundial de ciclismo en ruta y el país ciclístico por excelencia de América Latina. El ciclismo goza de enorme popularidad en todo el país desde los años 1950, cuando emulando las Grandes Vueltas de Europa surgió la Vuelta a Colombia. Aparecieron figuras como Martín Emilio Rodríguez, Efraín Forero, Roberto Cano, Patrocinio Jiménez y Rafael Antonio Niño. Desde los años 1980, ciclistas y equipos colombianos empezaron a correr con regularidad en las grandes vueltas europeas, cosechando éxitos como el campeonato de Lucho Herrera en la Vuelta a España 1987, el tercer puesto de Fabio Parra en el Tour de Francia 1988, y victorias en etapas y carreras menores. Ciclistas como Víctor Hugo Peña, Santiago Botero, Rigoberto Urán y Nairo Quintana (siendo el primer latinoamericano, así como el primer colombiano en ganar en la exigente corsa rosa la clasificación general del Giro de Italia, así como también ser Vencedor de otra de las 3 grandes del ciclismo mundial como lo es la Vuelta a España) entre otros han logrado también importantes triunfos. El mayor éxito del ciclismo colombiano hasta el momento ha sido la victoria de Egan Bernal en el edición 2019 del Tour de Francia, la más prestigiosa de las 3 Grandes Vueltas. Bernal también tiene entre su notable palmarés, haber logrado con gran autoridad competitiva, igualmente ser Campeón del Giro de Italia 2021.
La Vuelta a Colombia y el Clásico RCN fueron, hasta 2017, las dos pruebas por etapas más importantes de Colombia y, entre finales de los años 1980 y principios de los 1990, las más prestigiosas del continente. Desde 2018, cuando inició actividades el Tour Colombia, única prueba nacional que integra el UCI America Tour, pasó a ser la principal competencia ciclística de Colombia. Es categoría 2.1, lo que le permite tener en competencia a ciclistas y equipos del UCI World Tour, UCI ProSeries y de Categoría Continental.
Los ciclistas colombianos son conocidos popularmente como los escarabajos por su poco peso, su combatividad y su desempeño en las etapas de montaña, aunque desde los años 2000 han surgido ciclistas con características diferentes que destacan en otro tipo de terrenos como el esprínter Fernando Gaviria. En 2006, los escarabajos fueron nominados como símbolo cultural de Colombia en el concurso organizado por la revista Semana con el apoyo de Caracol TV, el Ministerio de Cultura y Colombia es pasión.
Al ser el país potencia del ciclismo latinoamericano, muchos de los grandes equipos mundiales contratan ciclistas colombianos. De igual manera, los equipos profesionales colombianos de categoría Continental están en constante búsqueda de talento en las regiones del país, y ciclistas de países vecinos como Ecuador y Venezuela se preparan y entrenan en Colombia.

### Fútbol Freestyle
El futbol freestyle o futbol estilo libre es el  manejo del balón con todas sus extremidades incluso su uso viene de antes de la creación del futbol convencional pero como deporte consolidado  lleva muy poco mostrándose al mundo y en nuestro país, hizo aparición aproximadamente 20 años, aunque carece de exponentes en el país, en general, Colombia esta en la lista de los países más fuertes en este deporte a nivel mundial, siendo los freestylers los deportistas número en dominar el balón de futbol  en Colombia, en comparación con el futbol convencional, el freestyle, que a su corta aparición en Colombia, ya cuenta con un campeonato mundial  y diferentes medallas de plata y bronce.
A pesar de los grandes logros y potencial que posee el freestyle futbol en Colombia, actualmente no existe ninguna federación en el país que soporte a los deportistas de esta disciplina convirtiéndolos en "malabaristas del balon  en las calles" pero dejando el nombre de Colombia muy alto en cada podio mundial.
Los mayores exponentes de esta disciplina son Sebastián 'Boyka' Ortiz  que posee la mayor trayectoria en este deporte y un título mundial, y Sebastián 'Machine' Peña  la nueva cara del freestyle que ya a pisado el podio mundial en dos ocasiones. 

### Fútbol
La Federación Colombiana de Fútbol (Fedefútbol) es la institución responsable de la promoción de este deporte en Colombia. Fue fundada el 20 de julio de 1924 con el nombre de Fedebol. Está afiliada a la FIFA y a la Conmebol desde 1936. La Selección Nacional ha participado en seis de las veintiún veces en Campeonatos Mundiales (1962, 1990, 1994, 1998, 2014 y 2018)
A través de la historia nacional, el fútbol se ha consolidado como el deporte principal. La principal prueba es que muchos deportistas colombianos conforman equipos extranjeros principalmente en ligas latinoamericanas o europeas.
Colombia obtuvo a nivel sudamericano con las selecciones nacionales de las categorías menores, 3 títulos con la categoría Sub-20 (1987, 2005 y 2013) y un título con la Sub-17 (1993).
La selección nacional mayor obtuvo el título de la Copa América 2001, de la cual Colombia fue país anfitrión.
A nivel Sub-23, se clasificó y participó en los Juegos Olímpicos de México 1968, Juegos Olímpicos de Múnich 1972, Juegos Olímpicos de Moscú 1980, Juegos Olímpicos de Barcelona 1992 y Juegos Olímpicos de Río de Janeiro 2016.
Colombia fue la encargada de organizar la Copa Mundial de Fútbol Sub-20 de 2011.
Después de 16 años sin lograr clasificar a un mundial de fútbol, Colombia logró llegar a cuartos de final en el año 2014 durante el mundial de Brasil 2014 dejando al país entre las 3 mejores selecciones del mundo de acuerdo al ranking de la FIFA de ese año. James Rodríguez quedó goleador del mundial con 6 anotaciones, merecedor del Premio Puskás al mejor gol así como también la oportunidad de ser fichado como el 10 del Real Madrid.

#### Fútbol Sala
Este deporte es dirigido a nivel nacional por la Federación Colombiana de Fútbol que se encuentra afiliada a la FIFA. La FCF organiza la Liga de Futsal FIFA, torneo con reglas de la FIFA con el apoyo de la empresa cementera Argos la cual se conoce a nivel nacional como la Liga Argos.
La Selección de fútbol sala de Colombia existe desde 2003 y su logro más importante fue el cuarto lugar obtenido en el Campeonato Mundial de fútbol sala de la FIFA 2012 celebrado en Tailandia, un gran logro teniendo en cuenta que fue su primera participación en este torneo. En vista de lo anterior y la popularización del deporte a nivel nacional gracias a la Liga Argos de Futsal, la Federación Colombiana de Fútbol inició su candidatura para lograr la sede del Mundial 2016, Luego de presentar la documentación de las ciudades sede y tras la inspección al país de los delegados de la FIFA, el máximo organismo del fútbol mundial ha decidido otorgarle a Colombia la organización del certamen.
A nivel sudamericano la selección colombiana de futsal obtuvo la medalla de oro en los Juegos Sudamericanos de 2018, evento realizado en la ciudad de Cochabamba Bolivia, además fue campeón de la liga sudamericana zona Norte en el año 2019, certamen realizado en Guayaquil Ecuador. 
También obtuvo la medalla de oro en los Juegos Bolivarianos de 2017 celebrados en la ciudad de Santa Marta Colombia.

### Fútbol de salón
El fútbol de salón, o microfutbol es una disciplina inmensamente popular y tradicional en Colombia, actualmente es dirigido por la Federación Colombiana de Fútbol de Salón que se encuentra afiliada a la AMF; Este ente deportivo nacional organiza campeonatos nacionales oficiales, la Copa Profesional de Microfutbol y Copa Profesional Femenina, ambos torneos con reglas de la AMF.
La Selección de futsal de Colombia ha participado en 9 ediciones del  campeonato mundial de futsal donde ha obtenido el título en 3 oportunidades Bolivia 2000, Colombia 2011 y Bielorrusia 2015; Además de varios títulos Panamericanos y Sudamericanos.
Fecolfutsalón ha organizado varios eventos internacionales destacando el Mundial de Microfútbol 2011. En 2013 organizó la primera edición como deporte de exhibición en el marco de los Juegos Mundiales de Cali obteniendo la medalla de oro y el segundo Mundial Femenino de Microfutbol. en noviembre de 2013, en este último certamen saliendo campeón.

### Gimnasia
Jossimar Calvo: Medalla de Oro Juegos Bolivarianos en Perú (2013) y Juegos ODESUR en Chile (2014). Primer colombiano en ganar tres Medallas de Oro en Copa Mundo, en la modalidad de barra fija, en el marco de la Parada realizada en la ciudad de Liubiana (Eslovenia) en 2013, en Medellín (Colombia) en 2014 y en Anadia (Portugal) en 2015, así como en los Juegos Panamericanos de Toronto (Canadá) obtuvo 3 medallas de oro y dos de bronce en las modalidades de Barra fija, Barras paralelas y Arzones.

### Golf
En la actualidad Camilo Villegas, es el exponente colombiano más destacado de dicho deporte a nivel internacional. Desde 2006 participa en el PGA Tour en Estados Unidos, donde en su primera actuación en el Ford Championship, quedó segundo a 3 golpes de Tiger Woods. En 2008 se convirtió en el primer colombiano en ganar un torneo del PGA Tour, al consagrarse como campeón del Campeonato BMW 2008. Luego ganó el Tour Championship 2008, el Honda Classic 2010 y el Campeonato de Greensboro 2014. En tanto, Juan Sebastián Muñoz ganó el Campeonato de Colombia 2015 del Web.com Tour, el circuito satélite del PGA Tour. y el 22 de septiembre de 2019 ganó el Sanderson Farms Championship en Jackson, Misisipi, el 31 de julio de 2021 ocupó el cuarto lugar en la competición masculina de golf de Juegos Olímpicos de Tokio 2020 con una puntuación de 269 y -15 bajo el par, obteniendo diploma olímpico y representado la mayor figuración del golf nacional en unas justas olímpicas en su género.  
Entre las mujeres, María Isabel Baena fue campeona del Mundial Match Play de la LPGA en 2009. En tanto, María José Uribe fue campeona del Abierto de los Estados Unidos Amateur 2007, la LPGA Brasil Cup 2011 y los Juegos Panamericano de 2015, fue tercera en el LPGA Waterloo Classic 2015, y décima en el Abierto de los Estados Unidos 2008 y el Campeonato Evian 2014.Actualmente es la máxima exponente del golf femenino a nivel mundial.

### Tejo (turmequé): deporte nacional

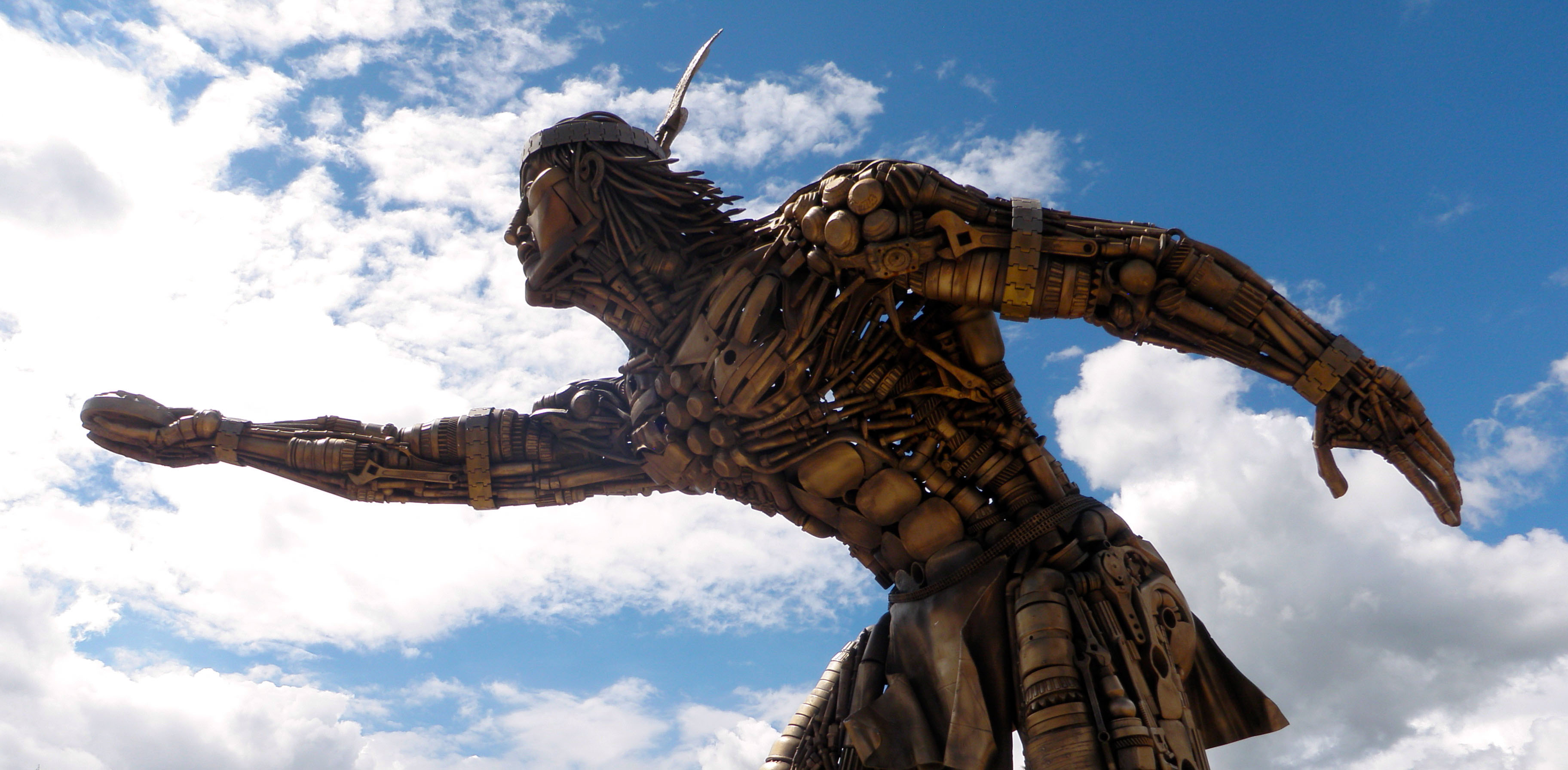
Pasatiempo precolombino Con el que al mismo tiempo se elegía al zipa de las culturas prehispánicas de Colombia.

Algunos consideran que este deporte de origen colombiano cuya práctica se ha extendido hasta el Ecuador y Venezuela, el tejo, como deporte nacional. Pero para otros lo es el fútbol, básicamente por su popularidad y no tanto por los resultados obtenidos, ya que en otros deportes han sido más las victorias alcanzadas.
En junio de 2000, el tejo, versión moderna del Turmequé de los indígenas, fue declarado deporte nacional de Colombia por el Congreso de la República.
Este deporte autóctono de Colombia, era practicado ya hace más de 500 años por los habitantes de la altiplanicie cundiboyacense en los departamentos de Cundinamarca y Boyacá.
El juego del turmequé consistía en lanzar un disco de oro llamado "zepguagoscua", el cual evolucionó con los siglos en el juego del tejo practicado hoy en Colombia y de donde ha salido a sus países vecinos.
Al popularizarse, el "zepguagoscua" fue sustituido por un disco de piedra y actualmente se usa uno de metal (tejo).
En la actualidad consiste en introducir el tejo dentro de un círculo metálico en cuyos bordes se colocan "mechas" (pequeños sobres con pólvora). Quien logre hacer explotar el mayor número de mechas, gana la partida. Hay competencias individuales y por equipos.
Era costumbre de los indígenas acompañar los partidos consumiendo chica (bebida alcohólica elaborada con maíz), mientras que en los tiempos modernos los jugadores se refrescan con cerveza.
La Federación Colombiana de Tejo agrupa varias ligas, que avalan a los distintos clubes, y promueve la celebración de certámenes locales, nacionales e internacionales.
La industria cervecera es la principal patrocinadora de esta popular disciplina, que atrae a hombres y mujeres. 
La reglamentación y la divulgación del turmequé, o tejo, está a cargo del Instituto Colombiano de la Juventud y el Deporte, entidad estatal.
El Instituto promoverá el tejo en el exterior como deporte, símbolo cultural y patrimonio de la nación, según decretó el Congreso de la República.

### Tenis

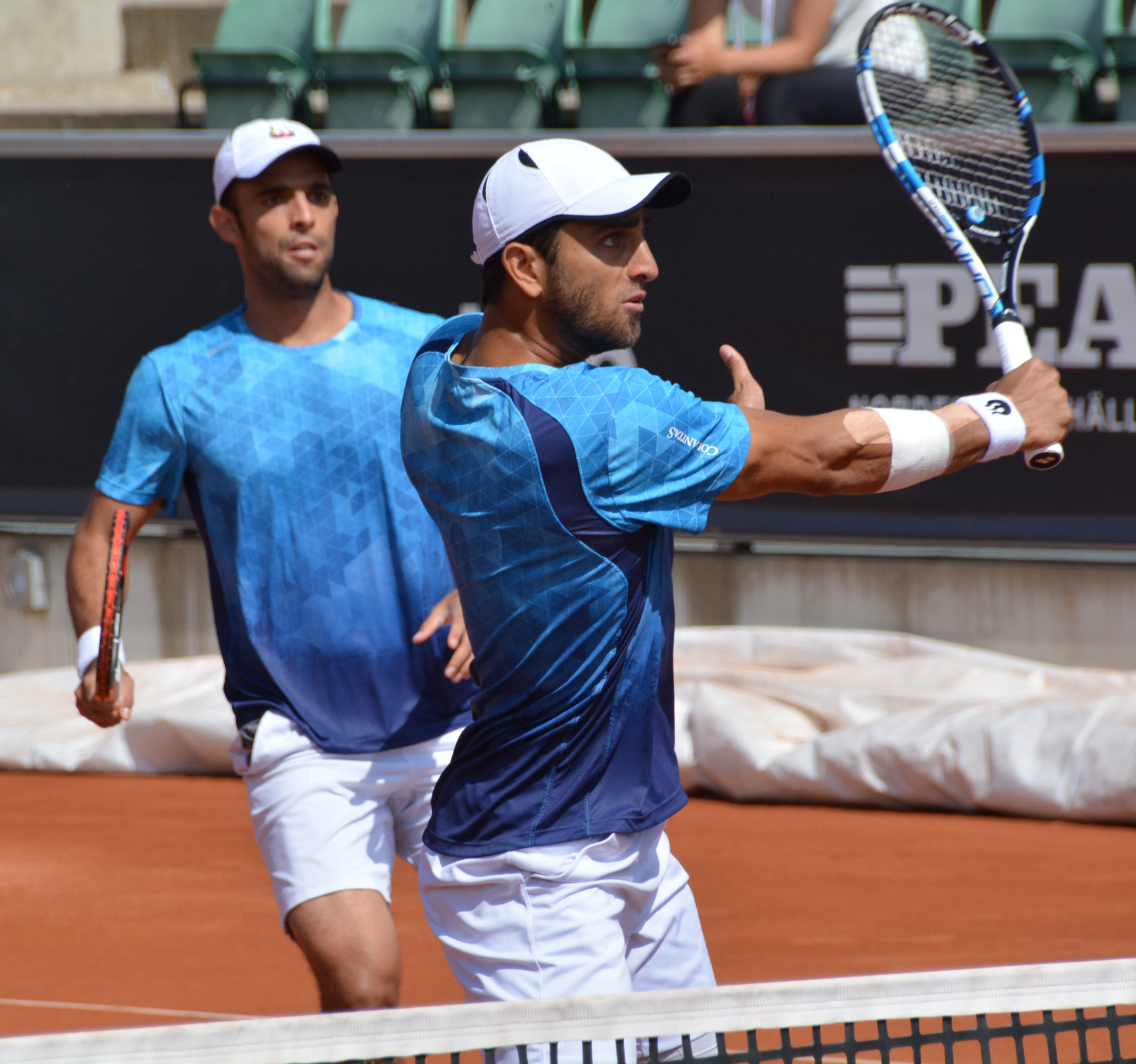
Cabal y Farah hacen de Colombia el país con mas campeones de Wimbledon de Latinoamérica en la era abierta.

El tenis colombiano se ha destacado especialmente en dobles masculinos y mixtos. Iván Molina ganó el Torneo de Roland Garros 1974 junto a la checoslovaca Martina Navratilova. La dupla de Juan Sebastián Cabal y Robert Farah ganó el Campeonato de Wimbledon 2019, el Abierto de Estados Unidos 2019 y el Masters de Roma 2018 y 2019, en tanto que fue finalista del Abierto de Australia 2018, el Masters de Miami 2014 y el Masters de Cincinnati 2018. Cabal también fue finalista del Torneo de Roland Garros 2011 junto al argentino Eduardo Schwank, y finalista del Abierto de Australia junto a la australiana Abigail Spears. En tanto, Farah fue finalista del Campeonato de Wimbledon 2016 y el Torneo de Roland Garros 2017 junto a la alemana Anna-Lena Grönefeld.

### Deportes de invierno

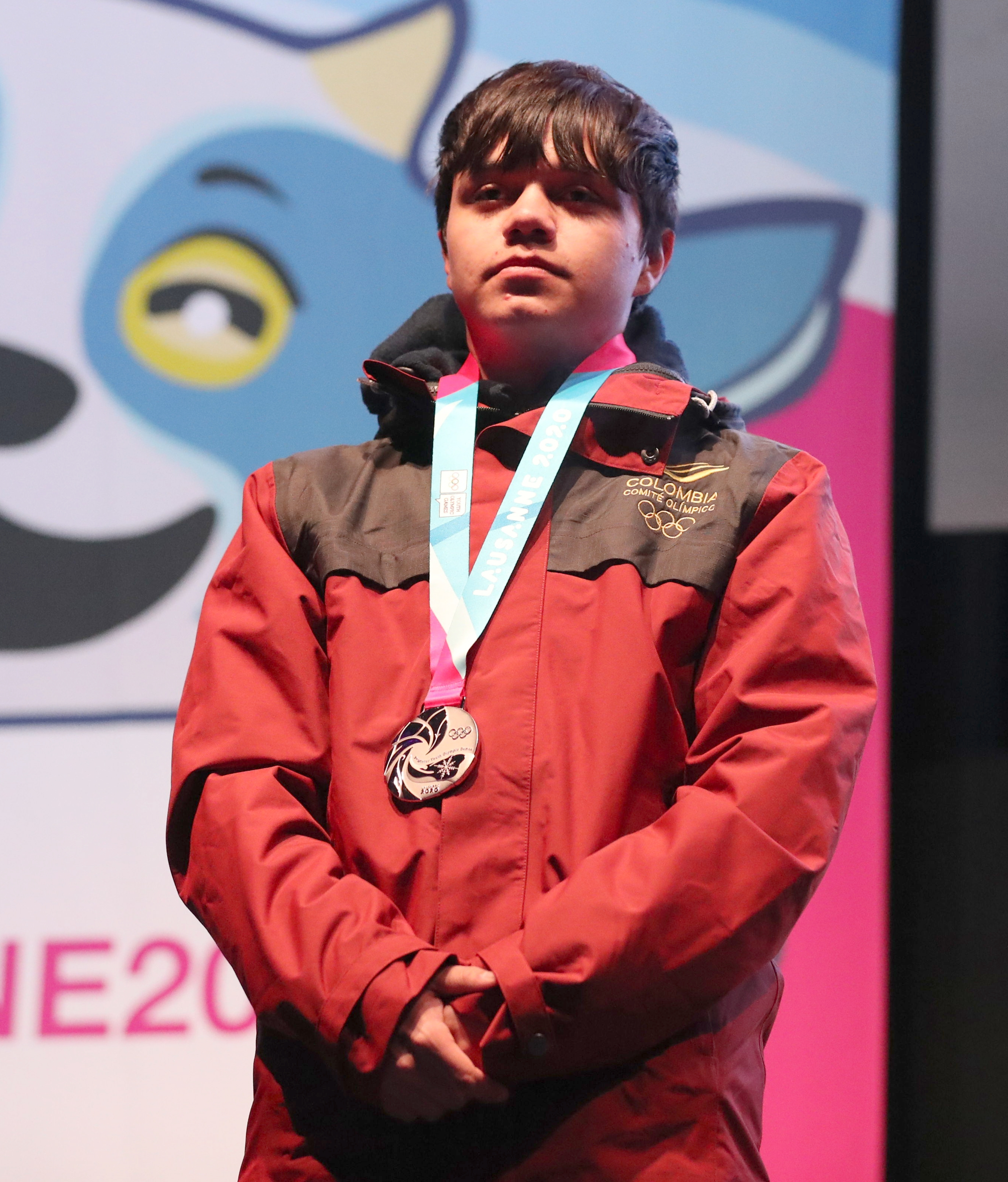
Diego Amaya hace de Colombia el primer país de Latinoamérica y de clima tropical en el mundo que obtiene una medalla en Juegos Olímpicos de Invierno.

La Federación Colombiana de Patinaje comenzó a mediados de los años 2010 a desarrollar deportes de hielo como el bandy, el hockey sobre hielo (donde ha tenido experiencias positivas en torneos panamericanos de la especialidad), el patinaje de velocidad sobre hielo y sobre pista corta; en los dos últimos, busca aprovechar las fortalezas de los patinadores en línea nacionales que convirtieron a Colombia en potencia mundial de la disciplina, para que hagan la transición del cemento y asfalto al hielo intentando replicar los mismos éxitos, tomando en cuenta que el patinaje en hielo es parte de los Juegos Olímpicos de Invierno; de hecho, la primera cita olímpica para los patinadores de hielo nacionales fue Pieonchang 2018, acumulando experiencia pese a los malos resultados. Debido a la imposibilidad de construir y mantener una pista y/o cancha de hielo en un país tropical como Colombia, la preparación de estos deportistas se realiza en el extranjero, concretamente en Estados Unidos y Países Bajos, donde existen los escenarios para entrenar y los torneos para foguearse con patinadores de más experiencia en el hielo. Y por los altos costos de los viáticos en el exterior, solo algunos pueden sostener económicamente esta clase de preparación. En cuanto a los Juegos Olímpicos de la Juventud de Invierno, los patinadores juveniles tuvieron su primera experiencia en Lausana 2020 donde el bogotano Diego Amaya, quien realizó su preparación en Estados Unidos, conquistó la medalla de plata en la modalidad Mass Start, siendo la primera medalla de Colombia y de Latinoamérica en unos Juegos Olímpicos de Invierno.
En otros deportes de invierno no existe la posibilidad de motivar su práctica debido a que en el país no existen escenarios ni condiciones climáticas para desarrollarlos, además que las federaciones responsables no tienen experiencia en deportes invernales. Quíenes los practican y representan a Colombia son extranjeros que adquieren la nacionalidad colombiana y se preparan en sus países de origen como la esquiadora estadounidense Cynthia Denzler, quien portó la bandera de Colombia en los Juegos Olímpicos de Vancouver 2010, siendo la primera vez que el país envía representación a unos Juegos Olímpicos de Invierno. En otros casos nacen, se crían y/o se preparan en el extranjero pero con algún vínculo en Colombia como los esquiadores Sebastián Uprimny, nacido en Francia pero con residencia en la capital del país Bogotá, y Michael Poettoz, nacido en Cali pero adoptado por padres franceses y educado en el país europeo. Ambos esquiadores acompañaron a los patinadores Pedro Causil, múltiple campeón mundial de patinaje en línea, y Laura Gómez a la aventura olímpica de la ciudad coreana de Pieonchang.